# Vater werden ist nicht schwer, Vater sein dagegen sehr
 Vater werden ist nicht schwer, Vater sein dagegen sehrнем. ( изговор: фатер вердн ист нихт швер, фатер зајн дагегн зер.  Постати отац није тешко, бити отац много је теже. (Вилхелм Буш)

## Поријекло изреке
Ову изреку је изрекао велики   њемачки сликар и пјесник, Вилхелм Буш.

## Тумачење
Много је лакше постасти отац него одговорно васпитати своју дјецу.